# Copa Challenger de Voleibol Femenino de 2023
La Copa Challenger de Voleibol Femenino 2023 fue la cuarta edición del torneo anual internacional de voleibol femenino disputado por ocho equipos nacionales que otorgó una plaza para la edición 2024 de la Liga de Naciones FIVB. El torneo se llevó a cabo en Laval (Francia), entre el 27 y el 30 de julio.
Cinco equipos hicieron su debut en la Copa Challenger: Kenia, México, Suecia, Ucrania y Vietnam. Exceptuando a Croacia, ninguno de los participantes había disputado alguna vez la Liga de Naciones.

## Clasificación
| Pais     | Confederación | Clasificado como                                                                       | Clasificado en      | Ranking FIVB | Participaciones previas | Participaciones previas | Participaciones previas | Mejor performance   |
| Pais     | Confederación | Clasificado como                                                                       | Clasificado en      | Ranking FIVB | Total                   | Primera                 | Última                  | Mejor performance   |
| -------- | ------------- | -------------------------------------------------------------------------------------- | ------------------- | ------------ | ----------------------- | ----------------------- | ----------------------- | ------------------- |
| Kenia    | CAVB          | Mejor rankeado de la CAVB                                                              |                     | 29           | 0                       | N/A                     | N/A                     | N/A                 |
| Colombia | CSV           | Mejor rankeado de la CSV                                                               |                     | 17           | 2                       | 2018                    | 2022                    | Subcampeonas (2018) |
| México   | NORCECA       | Campeón del Final Four NORCECA de 2022                                                 | 19 de junio de 2022 | 19           | 0                       | N/A                     | N/A                     | N/A                 |
| Francia  | CEV           | País anfitrión                                                                         | 1 de junio de 2023  | 20           | 1                       | 2022                    | 2022                    | 5.° lugar (2022)    |
| Vietnam  | AVC           | Campeones Copa Challenge asiática 2023                                                 | 25 de junio de 2023 | 47           | 0                       | N/A                     | N/A                     | N/A                 |
| Ucrania  | CEV           | Campeones Liga de oro europea 2023                                                     | 28 de junio de 2023 | 21           | 0                       | N/A                     | N/A                     | N/A                 |
| Suecia   | CEV           | Subcampeones Liga de oro europea 2023                                                  | 28 de junio de 2023 | 26           | 0                       | N/A                     | N/A                     | N/A                 |
| Croacia  | CEV           | Último lugar entre los desafiantes en la Liga de Naciones de Voleibol Femenino de 2023 | 2 de julio de 2023  | 25           | 2                       | 2019                    | 2022                    | Campeonas (2022)    |

Nota: Posiciones en el ranking FIVB al comienzo de la competencia. Fuente: FFVB.

## Sistema de competición
Los ocho equipos compitieron en un sistema de eliminación directa. El equipo del país anfitrión tuvo un lugar garantizado en la llave eliminatoria y fue colocado en la primera posición. Los otros siete equipos fueron ordenados de la segunda a la octava posición de acuerdo a su clasificación mundial de la FIVB al 10 de julio de 2023. El equipo anfitrión (1.°) jugó en cuartos de final contra el equipo peor ubicado en el ranking FIVB (8.°), el de la segunda posición contra el séptimo, y así sucesivamente.
El ganador del torneo clasificó a la VNL 2024, reemplazando al último clasificado de los equipos desafiantes en la competencia de este año (Croacia).
| Mejor rankeado      | Peor rankeado |
| ------------------- | ------------- |
| Francia (Anfitrión) | Vietnam (47)  |
| Colombia (17)       | Kenia (29)    |
| México (19)         | Suecia (26)   |
| Ucrania (21)        | Croacia (25)  |

## Resultados
- Del 27 al 30 de julio

- Sede:  Espace Mayenne
- Todos los horarios corresponden a la hora de Laval, Francia ( UTC+02:00 )

|  | Cuartos de final | Cuartos de final | Cuartos de final |          |         | Semifinales | Semifinales | Semifinales |         |               | Final         | Final         | Final       |  |
|  | 27 y 28 de julio | 27 y 28 de julio | 27 y 28 de julio |          |         | 29 de julio | 29 de julio | 29 de julio |         |               | 30 de julio   | 30 de julio   | 30 de julio |  |
|  |                  |                  |                  |          |         |             |             |             |         |               |               |               |             |  |
|  |                  |                  |                  |          |         |             |             |             |         |               |               |               |             |  |
|  | 1                | Francia          | 3                |          |         |             |             |             |         |               |               |               |             |  |
|  | 1                | Francia          | 3                |          |         |             |             |             |         |               |               |               |             |  |
|  | 8                | Vietnam          | 0                |          |         |             |             |             |         |               |               |               |             |  |
|  | 8                | Vietnam          | 0                |          | Francia | Francia     | 3           |             |         |               |               |               |             |  |
|  | 27 de julio      |                  |                  |          | Francia | Francia     | 3           |             |         |               |               |               |             |  |
|  |                  |                  | Ucrania          | Ucrania  | 0       |             |             |             |         |               |               |               |             |  |
|  | 4                | Ucrania          | Ucrania          | Ucrania  | 0       | 3           |             |             |         |               |               |               |             |  |
|  | 4                | Ucrania          |                  |          |         |             |             |             |         |               |               |               |             |  |
|  | 5                | Croacia          | 1                |          |         |             |             |             |         |               |               |               |             |  |
|  | 5                | Croacia          | 1                |          |         |             |             |             |         | Francia       | Francia       | 3             |             |  |
|  |                  |                  |                  |          |         |             |             |             |         | Francia       | Francia       | 3             |             |  |
|  |                  |                  | Suecia           | Suecia   | 1       |             |             |             |         |               |               |               |             |  |
|  | 3                | México           | Suecia           | Suecia   | 1       | 2           |             |             |         |               |               |               |             |  |
|  | 3                | México           |                  |          |         |             |             |             |         |               |               |               |             |  |
|  | 6                | Suecia           | 3                |          |         |             |             |             |         |               |               |               |             |  |
|  | 6                | Suecia           | 3                |          | Suecia  | Suecia      | 3           |             |         | Tercer puesto | Tercer puesto | Tercer puesto |             |  |
|  | 28 de julio      |                  |                  |          | Suecia  | Suecia      | 3           |             |         | Tercer puesto | Tercer puesto | Tercer puesto |             |  |
|  |                  |                  | Colombia         | Colombia | 1       |             |             |             |         |               |               |               |             |  |
|  | 2                | Colombia         | Colombia         | Colombia | 1       | 3           |             |             | Ucrania | Ucrania       | 1             |               |             |  |
|  | 2                | Colombia         |                  |          |         |             |             |             | Ucrania | Ucrania       | 1             |               |             |  |
|  | 7                | Kenia            | 1                |          |         |             |             |             |         |               | Colombia      | Colombia      | 3           |  |
|  | 7                | Kenia            | 1                |          |         |             |             |             |         |               | Colombia      | Colombia      | 3           |  |
|  |                  |                  |                  |          |         |             |             |             |         |               |               |               |             |  |

### Cuartos de final
| Fecha       | Hora  | Equipo 1 | Sets  | Equipo 2 | Set 1 | Set 2 | Set 3 | Set 4 | Set 5 | Total  |
| ----------- | ----- | -------- | ----- | -------- | ----- | ----- | ----- | ----- | ----- | ------ |
| 27 de julio | 17:00 | Francia  | 3 : 0 | Vietnam  | 25-20 | 25-16 | 25-17 |       |       | 75-53  |
| 27 de julio | 20:30 | Ucrania  | 3 : 1 | Croacia  | 25-15 | 25-15 | 18-25 | 25-19 |       | 93-74  |
| 28 de julio | 17:00 | México   | 2 : 3 | Suecia   | 25-20 | 25-19 | 20-25 | 22-25 | 5-15  | 97-104 |
| 28 de julio | 20:30 | Colombia | 3 : 1 | Kenia    | 25-22 | 21-25 | 25-23 | 25-19 |       | 96-89  |

### Semifinal
| Fecha       | Hora  | Equipo 1 | Sets  | Equipo 2 | Set 1 | Set 2 | Set 3 | Set 4 | Set 5 | Total |
| ----------- | ----- | -------- | ----- | -------- | ----- | ----- | ----- | ----- | ----- | ----- |
| 29 de julio | 17:00 | Francia  | 3 : 0 | Ucrania  | 25-10 | 25-20 | 25-22 |       |       | 75-52 |
| 29 de julio | 20:30 | Suecia   | 3 : 1 | Colombia | 26-17 | 25-17 | 22-25 | 25-17 |       | 97-76 |

### Tercer puesto
| Fecha       | Hora  | Equipo 1 | Sets  | Equipo 2 | Set 1 | Set 2 | Set 3 | Set 4 | Set 5 | Total |
| ----------- | ----- | -------- | ----- | -------- | ----- | ----- | ----- | ----- | ----- | ----- |
| 30 de julio | 13:30 | Ucrania  | 1 : 3 | Colombia | 23-25 | 25-12 | 24-26 | 22-25 |       | 94-88 |

### Final
| Fecha       | Hora  | Equipo 1 | Sets  | Equipo 2 | Set 1 | Set 2 | Set 3 | Set 4 | Set 5 | Total |
| ----------- | ----- | -------- | ----- | -------- | ----- | ----- | ----- | ----- | ----- | ----- |
| 30 de julio | 17:00 | Francia  | 3 : 1 | Suecia   | 25-21 | 25-16 | 22-25 | 25-15 |       | 97-77 |

## Posiciones finales
| Pos.              | Equipo      |
| ----------------- | ----------- |
| Medalla de oro    | Francia VNL |
| Medalla de plata  | Suecia      |
| Medalla de bronce | Colombia    |
| 4                 | Ucrania     |
| 5                 | México      |
| 6                 | Kenia       |
| 7                 | Croacia     |
| 8                 | Vietnam     |

| \| \| \| \| \| Campeón Francia[6] 1.er título \| Plantel: 1 Héléna Cazaute , 3 Amandine Giardino, 4 Christina Bauer, 9 Nina Stojiljkovic, 11 Lucille Gicquel, 15 Amandha Sylves, 21 Eva Elouga, 23 Léandra Olinga-Andela, 63 Emilie Respaut, 75 Guewe Diouf, 88 Amélie Rotar, 91 Halimatou Bah, 98 Sabine Haewegene, 99 Juliette Gelin Entrenador: Emile Rousseaux |
| |
| |
| Campeón Francia 1.er título |

|                             |
|                             |
| Campeón Francia 1.er título |

## Clasificadas aLiga de Naciones de Voleibol Femenino de 2024
| Francia |